# Cité Véron
Cité Véron är en återvändsgata i Quartier des Grandes-Carrières i Paris artonde arrondissement. Gatan är uppkallad efter Jean-Louis Véron (död 1861), som var borgmästare i Montmartre. Cité Véron börjar vid Boulevard de Clichy 94.

## Omgivningar
- Sacré-Cœur
- Rue Pierre-Dac
- Passage Lepic

## Bilder
| - Gatuskylt. - Sacré-Cœur. |

## Kommunikationer
- Tunnelbana – linjerna  – Blanche
- Busshållplats Blanche – Paris bussnät

### Webbkällor
- ”Cité Véron”. Mairie de Paris. https://web.archive.org/web/20150402105707/http://www.v2asp.paris.fr/commun/v2asp/v2/nomenclature_voies/Voieactu/9723.nom.htm. Läst 13 januari 2024.
- ”Cité Véron (18ème arrondissement)”. Les rues de Paris. https://web.archive.org/web/20160406082204/http://www.parisrues.com/rues18/paris-18-cite-veron.html. Läst 13 januari 2024.